# 世界文化
世界文化（せかいぶんか）は、1930年代に発行されていた反戦・反ファシズムの思想・文化運動の同人雑誌。

## 沿革・概要
1933年の滝川事件をきっかけに、ファシズムの危機に対抗するため、中井正一が中心となり、自身が1930年に創刊した雑誌『美・批評』を改題して1935年2月1日月刊誌として創刊。1935年2月号から1937年10月号まで34号発行された。
同人の多くは中井正一、新村猛、久野収、武谷三男、真下信一、和田洋一、禰津正志、冨岡益五郎ら京都大学出身の知識人で、京都で発行された。
軍国主義のもとで日本文化がとざされていくのに抗して、"世界文化の大通り"を歩むことをめざし（創刊号の宣言）、ファシズム反対の文化運動のよりどころとなった。人民戦線運動など西欧の反ファシズム運動を系統的に紹介したところに特色がある。淀川長治が映画の批評を書いていたこともある。 
1937年11月8日から、治安維持法違反容疑で同人が相次ぎ検挙され（京都人民戦線事件）、廃刊に追い込まれた。
1936年7月4日創刊の週刊文化新聞『土曜日』は姉妹紙。

## 総目次
- 小田切進 編『現代日本文芸総覧』 上、明治文献、1969年、438-456頁。 NCID BN01676135。
- 和田洋一「『世界文化』 総目次」『灰色のユーモア : 私の昭和史ノオト』理論社、1958年、198-209頁。 NCID BN03918381。

## 注
1. ↑  東京堂年鑑編輯部 編『出版年鑑 昭和11年版』東京堂、1936年5月20日、91頁。NDLJP:1870778/65。
2. ↑  1946年創業の出版社世界文化社とは無関係[要出典]。
3. ↑  鶴見俊輔『期待と回想』ちくま文庫、2022年、P.551頁。